# 제5대 레스터 백작 시몽 드 몽포르

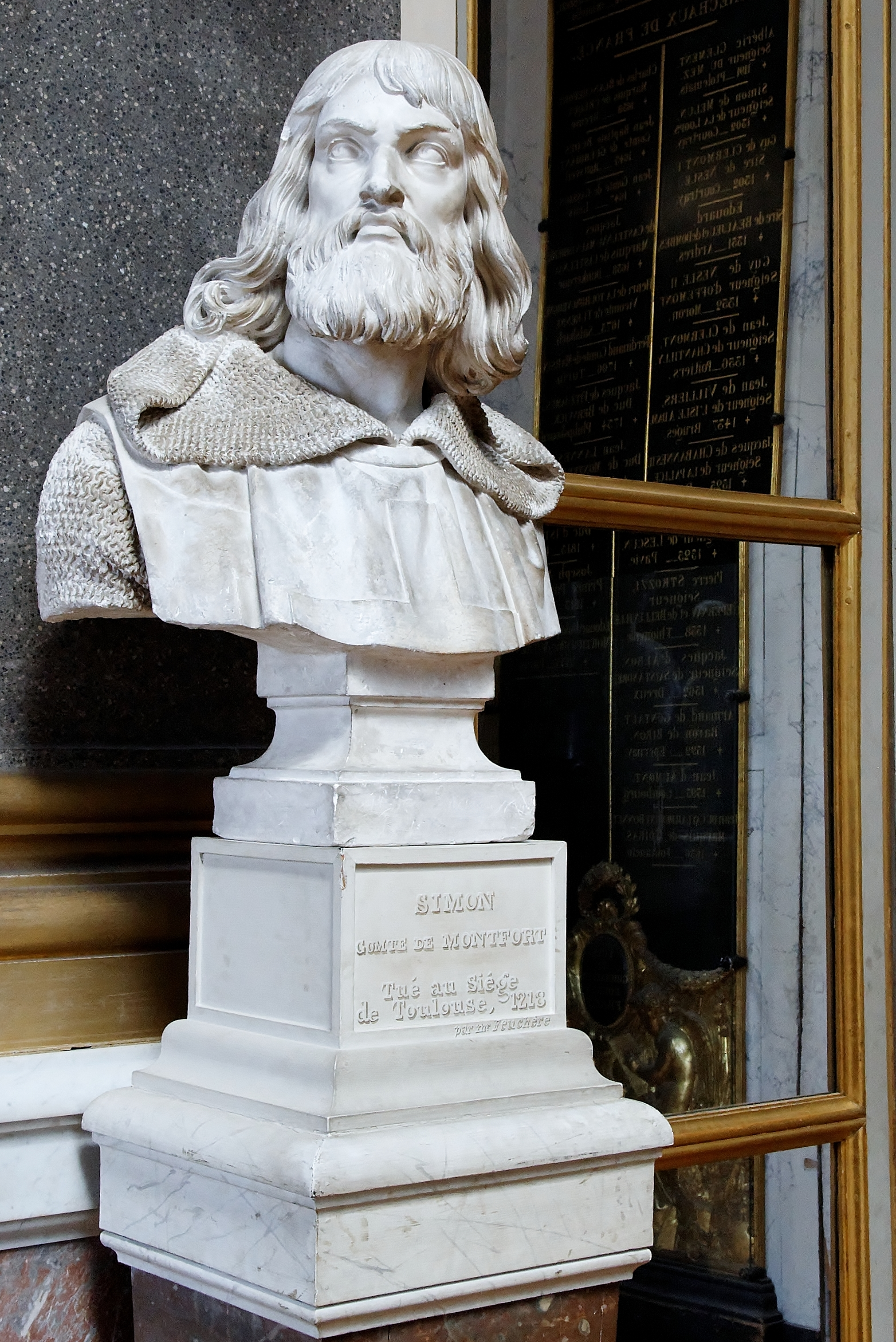

제5대 레스터 백작 몽포르라무리 영주 시몽 드 몽포르 4세(Simon IV of Montfort, lord of Montfort-l'Amaury, 5th earl of Leicester, 1175년 ~ 1218년 6월 25일), 소위 대(大) 시몽 드 몽포르(Simon de Montfort the elder)는 프랑스의 영주, 군인이다. 제4차 십자군(도중 이탈)과 알비 십자군(총사령관)에 참가하였으며, 1218년 알비 십자군 도중에 전사하였다.

## 생애
1175년에 몽포르 백작 시몽 4세의 아들로 태어나 1190년에 몽모랑시의 알릭스와 결혼하였다. 1199년에 그는 샹파뉴의 티발 3세가 주창한 십자군 운동에 참여하였고, 제4차 십자군에 참가하였으나 자라 공략을 계속해서 반대하다가 동료들의 지지를 잃고 자라 함락 후 팔레스타인으로 떠나가 사라센과 싸우다 1205년에 귀환해 이듬해 아버지의 죽음으로 영지를 계승받았다.

## 알비 십자군 그리고 죽음
1209년 교황 인노첸시오 3세에 의해 알비 십자군이 선포되자 시몽은 십자군 총사령관이 되었다. 그는 카타리파와 그에 협력하는 툴루즈의 레몽 6세에 대항하여 싸웠고 1213년에는 아라곤의 페드로 2세(툴루즈 백작의 매형)이 레몽을 돕기 위해 진군하였으나 무레 전투에서 이를 대파하여 아라곤 왕을 죽였다. 1215년 랑그도크의 대부분 지역을 점령하였으나 이듬해부터 레몽 6세가 주도한 봉기에 맞서 싸우다가 1218년에 전사했다.
사후 프랑스 지역의 영지들은 몽포르 백작 아마릭 7세에게, 레스터 백작령과 잉글랜드 시종장관 직은 동명이인이자 영국 의회의 시조인 아들 시몽 드 몽포르에게 넘어갔다.

## 같이 보기
- 시몽 드 몽포르
- 제4차 십자군
- 알비 십자군

| 전임 시몽 4세 | 몽포르 백작 1206년 ~ 1218년 | 후임 아마릭 7세 |

| 전임 레몽 로저 드 트랑카발 | 카르카손 백작이자 라제의 백작 베지에 백작이자 알비 백작 1209년 ~ 1218년 | 후임 아마릭 드 몽포르 |

| 전임 툴루즈의 레몽 6세 | 툴루즈 백작 나르본 공작 1209년 ~ 1218년 | 후임 툴루즈의 레몽 6세 |

| 전임 로베르 드 보몽트 | 잉글랜드 시종장관 레스터 백작 1209년 ~ 1218년 | 후임 시몽 드 몽포르 |